# Kim Ngọc (xã)
Kim Ngọc là một xã thuộc huyện Bắc Quang, tỉnh Hà Giang, Việt Nam.

## Địa lý
Xã Kim Ngọc nằm cách trung tâm huyện 20 km về phía Đông Nam, có vị trí địa lý:
- Phía đông giáp xã Bằng Hành
- Phía tây giáp xã Quang Minh
- Phía nam giáp xã Vô Điếm
- Phía bắc giáp xã Đồng Tâm.

Xã Kim Ngọc có diện tích 39,81 km², dân số năm 2019 là 4.024 người, mật độ dân số đạt 102 người/km².

## Hành chính
Xã được chia thành 9 thôn: Mâng, Minh Khai, Minh Tường, Nặm Mái, Nặm Vạc, Quí Quân, Quí Quốc, Tân Điền, Vãng.

## Lịch sử
Ngày 6 tháng 12 năm 2023, UBND tỉnh Hà Giang ban hành Quyết định số 2421/QĐ-UBND về việc công nhận xã Kim Ngọc là đô thị loại V.